# John McLeish
John Fraser McLeish est un acteur et scénariste américain. Il prend parfois le pseudonyme de John Ployardt. Il est la voix du narrateur dans plusieurs films de Walt Disney Pictures dont la série des Comment faire... avec Dingo

## Filmographie

### comme acteur
- 1940 : Goofy's Glider
- 1941 : Comment faire de l'équitation (How to Ride a Horse) dans Le Dragon récalcitrant (The Reluctant Dragon)
- 1941 : Dumbo (Dumbo)
- 1941 : Leçon de ski (The Art of Skiing)
- 1941 : Dingo champion de boxe (The Art of Self Defense)
- 1942 : L'Heure symphonique (Symphony Hour)
- 1942 : Donald à l'armée (Donald Gets Drafted), l'officier derrière le bureau et divers examinateurs
- 1942 : The Ducktators
- 1942 : Les Tartempions de l'université (The Dover Boys at Pimento University or The Rivals of Roquefort Hall)
- 1942 : Dingo champion olympique (The Olympic Champ)
- 1942 : Comment être un bon nageur (How to Swim)
- 1942 : Donald groom d'hôtel (Bellboy Donald)
- 1944 : Pour être un bon marin (How to Be a Sailor) Pegleg Pete
- 1944 : Donald joue du trombone (Trombone Trouble), Jupiter et Vulcan
- 1944 : The Case of the Screaming Bishop, Hairlock Combs
- 1945 : Carnival Courage
- 1949 : Dingo fait de la gymnastique (Goofy Gymnastics)
- 1949 : Le Crapaud et le Maître d'école (The Wind in the Willows) (en tant que John Ployardt), le procureur
- 1950 : Comment faire de l'équitation (How to Ride a Horse) (ressortie seul de la séquence de 1941)
- 1950 : Automaboule (Motor Mania)
- 1951 : Dingo architecte (Home Made Home)

### comme scénariste
- 1940 : Fantasia, segment "Rite of Spring"
- 1943 : Room and Bored
- 1944 : Giddy-Yapping
- 1944 : The Case of the Screaming Bishop
- 1945 : Carnival Courage